# Близнюк, Анатолий Михайлович
 Анато́лий Миха́йлович Близню́к (укр. Анатолій Михайлович Близнюк; род. 24 ноября 1948, Краматорск, Сталинская область, Украинская ССР, СССР) — украинский государственный и политический деятель. Народный депутат Украины, член депутатской фракции Партии регионов в Верховной Раде Украины VII созыва, член Комитета Верховной Рады Украины по вопросам государственного строительства и местного самоуправления (2012—2014).

## Биография
Родился 24 ноября 1948 года в г. Краматорске Сталинской области. Образование — полное высшее, окончил Краматорский индустриальный институт в 1988 году, инженер-механик; Донецкий государственный университет экономики и торговли в 2000 году, магистр по экономике и предпринимательству. В июле 2002 года защитил диссертацию на соискание научной степени кандидата наук государственного управления.
Трудовую деятельность начал в 1966 году помощником машиниста турбин на «Краматорском металлургическом заводе им. Куйбышева», а после службы в пограничных войсках КГБ СССР работал газовщиком, мастером газового хозяйства, старшим мастером производственного участка доменного цеха, заместителем председателя профкома, заместителем директора по коммерческо-финансовым вопросам, первым заместителем директора КМЗ. Состоял на спецучете в управлении КГБ УССР в Донецкой области.
С мая 1990 по июль 1994 года работал первым заместителем председателя исполкома Краматорского городского совета, председателем правления ОАО «Краматорский металлургический завод им. Куйбышева», а с мая 1996 года по июнь 1997 года — председателем Краматорского городского исполнительного комитета.
В июне 1997 года назначен заместителем председателя, а в октябре 1997 года — первым заместителем председателя Донецкой облгосадминистрации.
С 23 ноября 2002 по 21 января 2005 года — председатель Донецкой областной государственной администрации («губернатор» Донецкой области).
12 мая 2005 года избран заместителем председателя Донецкого областного совета.
26 марта 2006 года избран Депутатом Донецкого областного совета как 1 номер списка кандидатов в депутаты областного совета от Партии регионов
26 апреля 2006 года избран Председателем Донецкого областного совета.

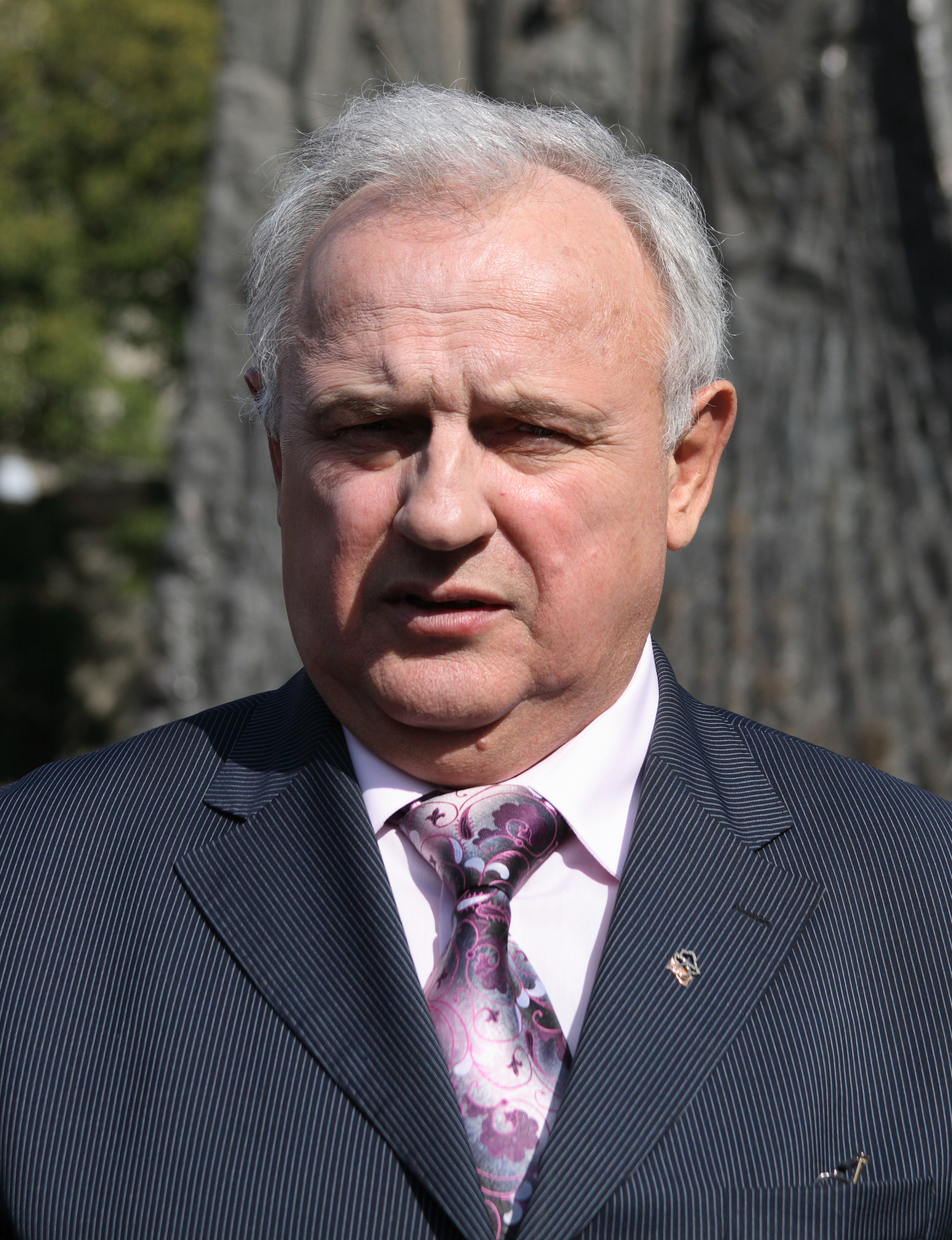
Анатолий Близнюк в 2009 году

Заместитель председателя Донецкого областного отделения Партии регионов/
Во время Внеочередных парламентских выборов 2007 года возглавлял областной избирательный штаб Партии регионов
18 марта 2010 года указом Президента Украины был назначен председателем Донецкой областной государственной администрации («губернатором» Донецкой области).
12 июля 2011 года был назначен Министром регионального развития, строительства и жилищно-коммунального хозяйства. На место главы Донецкой области назначен Андрей Шишацкий. 4 декабря 2012 года Анатолий Близнюк освобождён от должности Министра регионального развития, строительства и жилищно-коммунального хозяйства Украины в связи с избранием народным депутатом Украины. Избран в многомандатном избирательном округе, Партия регионов, 15-й номер в списке. Член Комитета Верховной Рады Украины по вопросам государственного строительства и местного самоуправления.

## Личная жизнь
Женат. Вместе с женой Лилией Андреевной воспитал двух сыновей — Сергея и Алексея.
Любит выезжать на природу с друзьями и супругой и готовить шашлыки. В музыке предпочтение отдает творчеству Владимира Высоцкого. Ведет свой блог.

## Награды и звания
- Орден «За заслуги» I степени (30 ноября 2013) — за значительный личный вклад в социально-экономическое, научно-техническое, культурно-образовательное развитие Украинского государства, весомые трудовые достижения, многолетний добросовестный труд[7]
- Орден «За заслуги» II степени (19 ноября 2008) — за весомый личный вклад в социально-экономическое и культурное развитие Донецкой области, многолетний добросовестный труд
- Орден «За заслуги» III степени (20 ноября 2003) — за значительный личный вклад в государственное строительство, социально-экономическое развитие Донецкой области[8]
- Заслуженный работник промышленности Украины
- Почётная грамота Кабинета Министров Украины (21 февраля 2000)

### Публикации Близнюка
- Близнюк А. М. Вугільна промисловість Донецької області: інноваційна стратегія розвитку / А. М. Близнюк, Н. Й. Коніщева // Меркурий. — 2005. — № 5. — С. 59.
- Близнюк А. М. «Выстраивать стратегию развития региона на принципах здравого смысла»: [Интервью с А. М. Близнюком / Записала Н. Александрова] // Меркурий. — 2003. — № 3. — С. 4-6.
- Близнюк А. М. «Зеленый туризм — это дело выгодное, это дело правильное» / А. М. Близнюк // Налоговый курьер. — 2003. — № 28. — С. 4.
- Близнюк А. [Из выступления в рамках презентации Донецкой обл. в Европарламенте] / А. Близнюк // Всё. — 2003. — № 1. — С. 20-21.
- Близнюк А. Ищите кубик Рубика: [Интервью с А. Близнюком / Записала О. Шепитько] // Донбасс-Инвест. — 2004. — Авг. — С. 4-9; Ваш компаньон. — 2003. — № 8. — С. 14-15.
- Близнюк А. Концептуальні напрямки розробки стратегії формування індустрії переробки та утилізації відходів в екокризових промислових регіонах / А. Близнюк // Економіст. — 2001. — № 12. — С. 16-23.
- Близнюк А. М. Координація дій на обласному рівні місцевих органів виконавчої влади, органів місцевого самоврядування у сфері туризму та суб'єктів підприємництва / А. М. Близнюк, Н. Й. Коніщева, Л. І. Давиденко // Вісн. Донец. ін-ту туризму. — 2005. — № 9. — С. 8-15.
- Близнюк А. М. Методичні підходи до обґрунтування структури регіонального технопарку / А. М. Близнюк // Тези доп. всеукр. наук.-практ. конф.: «Теорія та практика управління у трансформаційний період». — Т. 2: Проблеми регіонального управління. — Донецьк: ІЕП НАН України, 2001. — С. 58-62.
- Близнюк А. М. «Ми — українці. Поважаймо один одного!»: [Інтерв’ю з А. М. Близнюком / Записав І. Зоц] // Налоговый курьер. — 2003. — № 9/10. — С. 2-3.
- Близнюк А. М. Науково-методичні засади створення технопарку з ресурсозбереження та переробки відходів в Донецькій області / А. М. Близнюк // Схід. — 2001. — № 3. — С. 3-9.
- Близнюк А. Наша задача — улучшить жизнь людей / А. Близнюк // Всё. — 2003. — № 6. — С. 57.
- Близнюк А. М. Новые технологии — залог безопасности труда на предприятиях угольной отрасли / А. М. Близнюк // Меркурий. — 2004. — № 11. — С. 7-8.
- Близнюк А. М. О стратегических перспективах международного сотрудничества и развития межгосударственных отношений Украины / А. М. * * Близнюк // Старопромислові регіони Західної і Східної Європи в умовах інтеграції: Зб. наук. пр. — Донецьк, 2003. — С. 6-14.
- Близнюк А. М. Приоритеты развития Донецького региона: [Интервью с А. М. Близнюком / Записала Н. Степаненко] // Меркурий. — 2002. — № 12. — С. 6-9.
- Близнюк А. М. 58 минут прямого эфира: [Интервью с А. М. Близнюком / Записал И. Супруненко] // Ваш компаньон. — 2003. — № 7. — С. 16.
- Близнюк А. М. Региональные проблемы развития экономики Украины: (На примере Донец. обл.): (Моногр.) / А. М. Близнюк — Донецк: ДонГУЭТ, 2001. — 86 с.
- Близнюк А. М. Самодостаточные регионы объединяют страну / А. М. Близнюк // Меркурий. — 2004. — № 2. — С. 8-9.
- Близнюк А. М. Состояние и перспективы решения проблем в сфере обращения с отходами в Донецкой области / А. М. Близнюк // Матер. Донецкой обл. науч.-практ. конф. «Состояние выполнения „Программы использования отходов производства и потребления в Донецкой области на период до 2005 года“, нормативно-правовые, организационные, экономические и научно-технические аспекты её реализации». — Донецк: Фирма «Друк-Инфо», 2001. — С. 3-9.
- Близнюк А. М. Стиль руководства — высокая требовательность: [Интервью с А. М. Близнюком / Записал С. Абуков] // Меркурий. — 2003. — № 7. — С. 9-10.
- Близнюк А. М. Стратегія формування індустрії переробки та утилізації відходів в екокризових промислових регіонах / А. М. Близнюк // Економіка промисловості. — 2001. — № 1. — С. 115—124.
- Близнюк А. М. Стратегія формування індустрії переробки та утилізації відходів в контексті інноваційної моделі економічного розвитку / * А. М. Близнюк, Н. Й. Коніщева // Проблемы сбора, переработки и утилизации отходов. — Одесса: Одес. центр науч.-техн. и экон. информ., 2001. — С. 16-20.
- Близнюк А. М. Формирование инфраструктуры управления индустрией переработки отходов (опыт Донец. и Днепропетровской областей) / А. М. Близнюк, Н. И. Конищева // Механізм регулювання економіки, економіка природокористування, економіка підприємства та організація виробництва. — Суми: Вид-во СумДУ, 2000. — Вип. 1. — С. 155—159.
- Близнюк А. М. Человеческий смысл политики: [Интервью с пред. Донец. обл. совета А. Близнюком / Записала Е. Гайдаренко] // Донбасс-Инвест. — 2006. — № 3. — С. 6-12.
- Близнюк А. М. Шляхи, що обирає Донеччина, — економічне та духовне відродження / А. М. Близнюк // Меркурий. — 2004. — № 8. — С. 4-5.
- Близнюк А. Экологическая безопасность Донбасса: реальность и перспективы / А. Близнюк // Всё. — 2004. — № 1/2. — С. 5-7.
- Близнюк А. «Экологическая устойчивость означает сохранение природного капитала…» / А. Близнюк // Рідна природа. — 2002. — № 1. — С. 15-17.
- Близнюк А. М. Экономика должна работать на человека: [Интервью с А. М. Близнюком / Записал А. Васильев] // Меркурий. — 2003. — № 11. — С. 5-6.
- Программа использования отходов производства и потребления в Донецкой области на период до 2005 года / А. И. Амоша, А. М. Близнюк, Т. В. Бородина; НАН Украины. Ин-т экономики пром-сти. — Донецк: ИЭП НАН Украины, 1999. — 121 с.: ил.
- Региональная система управления использования отходов: опыт и проблемы: Программа использования отходов пр-ва и потребления в Донец. обл. / А. И. Амоша, А. М. Близнюк, Т. В. Бородина и др.; Ин-т экономики пром-сти. — Донецк, ИЭП НАН Украины, 1999. — 112 с.: ил.

### Публикации о Близнюке
- Про призначення А. Близнюка головою Донецької обласної державної адміністрації: Указ Президента України, 23 листоп. 2002, № 1059 // Уряд. кур'єр. — 2002. — 26 листоп. (№ 220). — С. 4.
- Близнюк Анатолий Михайлович // Годы и люди Донетчины / Авт.-сост. В. И. Ляшко. — К.: Скарбниця: Изд. дом «Деловая Украина», 2001. — С. 146.
- Близнюк Анатолий Михайлович // Годы и люди Донетчины / Авт.-сост. В. И. Ляшко. — 2-е изд., доп. — К.: Изд-во Европ. ун-та, 2004. — С. 131.
- Близнюк Анатолий Михайлович // Кто есть кто в Донецке: Биогр. справ. — Донецк: Инерхоббиэкспо, 2005. — С. 47.
- Близнюк Анатолій Михайлович // Хто є хто в державному управлінні. — К.: Укр. вид. центр, 2002. — С. 48.
- Близнюк Анатолій Михайлович // Хто є хто в Україні. — К.: К.І.С., 2001. — С. 37.
- Близнюк Анатолій Михайлович // Хто є хто в Україні. — К.: К.І.С., 2004. — С. 65.
- Близнюк Анатолій Михайлович — губернатор Донецької області // Перший. Донеччина. — 2004. — № 6. — С. 2-3.
- Близнюк Анатолий Михайлович: [Фот.] // Деловая элита. — 2006. — [С. 14]. — (Спец. вып. журн. «Донбасс-Инвест»).
- Донбасс должен раскрыть свой потенциал // Донецк в лицах: Фотоальманах. — Донецк: Реклам. дом, 2004. — Кн. 1. — С. 16-17.
- Проценко М. Представлен новый губернатор [Донецкой области А. М. Близнюк] / М. Проценко // Меркурий. — 2002. — № 11. — С. 12.
- Шептуха В. В рыночной экономике не бывает пустоты: Коммент. к встрече с журналистами пред. Донец. облгосадминистрации А. М. Близнюка // Налоговый курьер. — 2004. — № 23. — С. 3.
- Шептуха В. Всё выше эффективность хозяйствования и это способствует выполнению социальных программ / В. Шептуха // Налоговый курьер. — 2004. — С. 4-5, 39-40.
- Шептуха В. Отчет Донетчины Президенту: [Крат. излож. беседы Президента Украины Л. Кучмы с пред. Донец. облгосадминистрации] // Налоговый курьер. — 2004. — № 6. — С. 4.
- Шептуха В. Позитивний імпульс / В. Шептуха // Налоговый курьер. — 2003. — № 27. — С. 3.
- Шептуха В. Прозрачность действий / В. Шептуха // Налоговый курьер. — 2003. — № 25/26. — С. 67.
- Шептуха В. Щоб краще людям жилося: [Інформ. день керівника області А. М. Близнюка] // Налоговый курьер. — 2004. — № 4. — С. 2.
- Шептуха В. Экономика становится все более эффективной / В. Шептуха // Налоговый курьер. — 2004. — № 16. — С. 2.
- Ястримская А. Рабочая поездка губернатора [А. М. Близнюка] в Славянск / А. Ястримская // Меркурий. — 2003. — № 4. — С. 5-6.

## Интервью, статьи и выступления
- Международный деловой журнал Инвест-Украина. Дата обращения: 12 июля 2012. Архивировано из оригинала 17 июля 2012 года. 15 июня 2012 Жилье в Украине должно быть доступным
- ЛІГАБізнесІнформ. Архивировано 1 декабря 2012 года. Близнюк: Льготная ипотека — нет предела совершенству / 24 травня 2012 року
- Коментарі: Дата обращения: 21 июня 2012. Архивировано из оригинала 2 ноября 2012 года. Анатолий Близнюк: Территориальная реформа границы областей не затронет / 10 травня 2012 року
- Інтерфакс-Україна. Архивировано 1 декабря 2012 года. Программа «дешевой» ипотеки заработает с 15 мая, её участниками смогут стать не только очередники — Близнюк / 8 травня 2012 року
- Дело. Архивировано 1 декабря 2012 года. Финансирование льготной ипотеки в 2012 году вырастет вдвое — Анатолий Близнюк / 13 квітня 2012 року
- UBR. Архивировано 1 декабря 2012 года. ОСМД vs ЖЭК: Жилье украинцев «зависло» между небом и землей / 12 квітня 2012 року
- Комсомольська правда в Україні. Архивировано 1 декабря 2012 года. Анатолий Близнюк: «Люди, которые беспокоятся за энергоэффективность своих домов, будут поощряться» / 13 березня 2012 року
- Дзеркало тижня. Архивировано 1 декабря 2012 года. Анатолій Близнюк: «Адміністративно-територіальну реформу реалізовуватимемо методом батога і пряника» / 24 лютого 2012 року
- День. Архивировано 1 декабря 2012 года. Анатолій БЛИЗНЮК: «Було би правильніше, щоб усі тарифи встановлювали не оглядаючись на політику» / 25 січня 2012 року
- УКРІНФОРМ. Архивировано 1 декабря 2012 года. Будівельна галузь відреагувала зростанням на загальне оздоровлення економіки — Мінрегіон / 4 січня 2012 року
- 3doma.ua. Архивировано 1 декабря 2012 года. Анатолий Близнюк: Строить можем в 3 раза больше, был бы спрос / 23 грудня 2011 року
- ForUm. Близнюк: Мы должны сказать людям правду / 14 листопада 2011 року
- Building.ua. Дата обращения: 21 июня 2012. Архивировано из оригинала 21 марта 2012 года. 262 млрд грн уже вложено в недострои Украины / 7 листопада 2011 року
- Дзеркало тижня. Архивировано 1 декабря 2012 года. Майбутнє ЖКГ — це нормальний рентабельний бізнес у сфері життєзабезпечення / 28 жовтня 2011 року
- Комсомольска правда в Україні. Архивировано 1 декабря 2012 года. Министр регионального развития Анатолий БЛИЗНЮК: «Чтобы пить чистую воду, за неё надо платить втрое дороже» / 20 жовтня 2011 року
- Україна комунальна. Архивировано 1 декабря 2012 года. Анатолій Близнюк: «Підвищувати треба не тариф, а обізнаність громадян!» / 14 жовтня 2011 року
- Дело. Архивировано 1 декабря 2012 года. Анатолий Близнюк: Был и остаюсь первым лоббистом развития регионов / 14 жовтня 2011 року
- Эксперт. Дата обращения: 21 июня 2012. Архивировано из оригинала 13 марта 2012 года. Молотки, унитазы и бабушки / 3 жовтня 2011 року
- Урядовий кур’єр. Архивировано 1 декабря 2012 года. Анатолій БЛИЗНЮК: «Розраховуй, заощаджуй, сплачуй» / 1 жовтня 2011 року
- Будівельна бухгалтерія. Архивировано 1 декабря 2012 года. Министр Анатолий Близнюк: «Мы реализуем реформы для людей» / 10 вересня 2011 року
- Сегодня. Архивировано 1 декабря 2012 года. Анатолий Близнюк: «Я против списания долгов. Почему один платит, а другой водку пьет?» / 6 вересня 2011 року
- Радіо Ера-FM. Архивировано 1 декабря 2012 года. Анатолій Близнюк, міністр регіонального розвитку, будівництва та ЖКГ: «Є державні будівельні норми, які зобов’язують забудовника, який здає житло в експлуатацію, щоб у кожній квартирі у кожного мешканця був лічильник» / 9 серпня 2011 року
- LB.ua. Архивировано 1 декабря 2012 года. Анатолий Близнюк: «Я не буду сравнивать Ахметова и Иванющенко» / 5 серпня 2011 року
- ЛІГАБізнесІнформ. Архивировано 1 декабря 2012 года. Министр ЖКХ Близнюк: Я буду лоббировать интересы ОСМД / 4 серпня 2011 року
- Дело. Архивировано 1 декабря 2012 года. Анатолий Близнюк: Мы должны заниматься державотворенням / 27 липня 2011 року
- Дело. Архивировано 1 декабря 2012 года. Анатолий Близнюк: Задачи, которые стоят перед министерством — масштабные / 27 липня 2011 року